# Anna Nicole : Star déchue
Pour plus de détails, voir Fiche technique et Distribution.
Anna Nicole : Star déchue (Anna Nicole) est un téléfilm dramatique biographique américain réalisé par Mary Harron, diffusé en 2013.

## Synopsis
Ce téléfilm retrace la vie de l'ex-playmate Anna Nicole Smith. C'est une jeune femme qui a sombré dans la drogue. Ayant eu son premier enfant à 18 ans, elle a dû se battre pour élever son fils.

## Fiche technique
- Titre original : Anna Nicole
- Titre provisoire : The Anna Nicole Story
- Titre français : Anna Nicole : Star déchue
- Réalisation : Mary Harron[1]
- Scénario : Joe Batteer et John Rice
- Direction artistique : William Arnold
- Décors : Heather R. Dumas
- Photographie : Michael Simmonds
- Montage : Etienne Des Lauriers
- Musique : Zack Ryan
- Production : Neil Meron et Robert J. Wilson
- Société de production : Sony Pictures Television
- Société de distribution : Lifetime
- Pays d'origine :  États-Unis
- Langue originale : anglais
- Durée : 85 minutes
- Dates de diffusion :
  - États-Unis : 29 juin 2013[2] sur Lifetime
  - France : 19 mai 2014 sur TF1

## Distribution
- Agnes Bruckner (VF : Dorothée Pousséo) : Anna Nicole Smith[3]
- Martin Landau : J. Howard Marshall[1]
- Adam Goldberg (VF : Julien Sibre) : Howard K. Stern
- Cary Elwes (VF : Éric Aubrahn) : Everett Pierce Marshall
- Virginia Madsen (VF : Martine Irzenski) : Virgie Arthur[1]
- Graham Patrick Martin : Danny[4]
- James Allen McCune (en) : Tommy Smith
- David Dwyer : Burke Jones
- Al Vicente (VF : Jean Rieffel) : Cole Harris
- Jay Huguley (en) : John Lawfton
- Joe Knezevich (VF : Jean Rieffel) : Maurice

Source et légende : Version française (VF) sur RS Doublage

## Accueil
Ce téléfilm a été vu par 3,298 millions de téléspectateurs lors de sa première diffusion aux États-Unis.

## Distinctions
En juillet 2014, le téléfilm a été nommé aux Emmy Awards dans les catégories Outstanding Makeup for a Miniseries or a Movie (Non-Prosthetic) and Outstanding Prosthetic Makeup for a Series, Miniseries, Movie or a Special.